# Coenonympha pearsoni
Coenonympha pearsoni är en fjärilsart som beskrevs av Romei 1927. Coenonympha pearsoni ingår i släktet Coenonympha och familjen praktfjärilar. Inga underarter finns listade i Catalogue of Life.